# 谷堆乡 (雷波县)
谷堆乡，是中华人民共和国四川省凉山彝族自治州雷波县下辖的一个乡镇级行政单位。2020年6月，撤销长河乡，将其所属行政区域划归谷堆乡管辖。

## 行政区划
谷堆乡下辖以下地区：
大谷堆村、小谷堆村和洗衣村。